# Yūka Nagai
Yūka Nagai (永井 優香 Nagai Yūka?,  Tokio, Japón, 30 de noviembre de 1998) es una patinadora de patinaje artístico sobre hielo japonesa. Nagai ha sido medallista de bronce en el Skate Canada de 2015 y campeona del Bavarian Open de 2016. También ha calificado entre los diez primeros finalistas en dos campeonatos internacionales.

## Carrera

### Comienzos
Nagai se posicionó en el puesto número dieciocho en el Campeonato Juvenil de Japón de 2012. Su debut internacional llegaría al comienzo de la temporada de 2012-13, con el Trofeo Asiático de 2012. Quedó en séptimo lugar en su evento del Grand Prix Juvenil en Austria, y nuevamente en el puesto número dieciocho en el Campeonato Juvenil de Japón.
En 2013-14, Nagai terminó octava en el evento del JGP en Letonia y decimonovena en el Campeonato Juvenil de Japón.

### Temporada 2014-15
Durante los eventos del Grand Prix en Liubliana y Nagoya, Nagai ganó las medallas de plata, calificando así para la final. El evento final fue celebrado en diciembre de 2014 en Barcelona, España, donde Nagai se posicionaría en el quinto lugar.
Nagai obtuvo el cuarto lugar en el Campeonato de Japón de 2015 y ganó la medalla de bronce en el evento juvenil, terminando detrás de Wakaba Higuchi y Kaori Sakamoto. Fue seleccionada para competir en el Campeonato de los Cuatro Continentes de 2015, el cual sería su debut senio. En este evento Nagai terminó sexta. Posteriormente compitió en el Campeonato Mundial Juvenil, dónde se posicionó en el séptimo lugar.

### Temporada 2015–16
Nagai comenzó la temporada en el ISU Challenger Series (CS), obteniendo el sexto puesto en el Trofeo Ondrej Nepela de 2015. Haciendo su debut en el nivel superior del Grand Prix, Nagai ganó el bronce en el Skate Canada de 2015.

## Programas
| Temporada | Programa corto | Programa libre                                                                   | Exhibición                           |
| --------- | --- | -------------------------------------------------------------------------------- | ------------------------------------ |

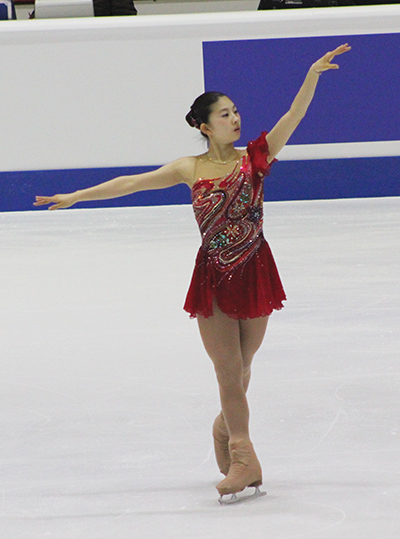
Nagai en 2015.

| 2016–2017 | - Fantasy for Violin and Orchestra (de La última primavera) por Joshua Bell                                                                | - The Ludlows (de Leyendas de pasión) por James Horner                           |                                      |
| 2015–2016 | - Madame Butterfly de Giacomo Puccini coreo por Kenji Miyamoto - Concierto para piano n.º 3 de Serguéi Rajmáninov coreo por Kenji Miyamoto | - August's Rhapsody (de August Rush) por Mark Mancina coreo por Shae-Lynn Bourne | - Skinny Love interpretado por Birdy |
| 2014–2015 | - East of Eden de Lee Holdridge coreo por Shae-Lynn Bourne                                                                                 | - Introducción y rondó caprichoso de Camille Saint-Saëns coreo por Megumu Seki   | - Skinny Love interpretado por Birdy |
| 2013–2014 | - Violin Concerto de Piotr Ilich Chaikovski                                                                                                | - Violin Muse de Johann Sebastian Bach                                           |                                      |
| 2012–2013 | - Liebesträume de Franz Liszt | - Danzas polovtsianas (de El príncipe Ígor) por Alexander Borodin                |                                      |